# 홈구장
홈구장 또는 홈(home)은 스포츠에서 단체 스포츠의 장소이자 경기장을 의미한다. 대부분의 프로팀은 특정 대도시의 이름을 따서 명명되고, 특정 대도시를 대상으로 마케팅을 한다. 아마추어팀은 특정 지역이나 학교, 대학교와 같은 기관에서 선발될 수 있다. 해당 경기장에서 경기를 할 때는 "홈팀"이라고 하며, 다른 경기장에서 경기를 할 때는 원정팀이라고 한다. 홈팀은 홈 유니폼을 입는다.

## 경기장
각 팀은 시즌 동안 연습하고 경기를 치르는 장소를 가지고 있다. 이를 홈 코트, 홈 필드, 홈 스타디움, 홈 볼파크, 홈 아레나, 홈 그라운드 또는 홈 아이스라고 한다. 한 팀이 경기를 주최할 때는 "홈팀"이라고 한다. 해당 팀의 경기는 "홈 경기"로, 경기가 열리는 경기장은 "홈 필드"라고 한다. 대부분의 스포츠에는 홈 필드 어드밴티지가 있다. 홈팀이 경기장의 미묘한 차이에 더 익숙하고 더 많은 팬들의 응원을 받기 때문에 더 자주 승리하는 것이다. 이는 선수들에게 아드레날린과 이점을 제공한다고 여겨진다. 상대팀은 원정팀이라고 한다.
북미 스포츠에서는 관중이 경기장을 보고 어느 팀이 홈팀인지 알 수 있는 경우가 많다. 홈팀 로고, 휘장 또는 이름은 종종 경기장 중앙, 센터 아이스, 미드필드 또는 센터 코트에 있다. 또한 야구에서는 덕아웃 위, 미식축구에서는 엔드존에 로고, 휘장 또는 이름이 표시될 수 있다. 북미의 TV 방송국 스코어보드에서는 홈팀과 그 점수가 일반적으로 원정팀 점수 오른쪽이나 아래에 표시되며, 축구에서는 그 반대이다.